# Egyesült Párt
Az Egyesült Párt (afrikaans nyelven: Verenigde Party, VP) egy dél-afrikai politikai párt volt, mely 1934 és 1948 között irányította az országot.

## Megalakulása
Az Egyesült Párt Barry Hertzog miniszterelnök Nemzeti Pártjának nagy részéből és a rivális Jan Smuts Dél-afrikai Pártjából, valamint az Unionista Párt maradványaiból alakult. Teljes neve Egyesült Dél-afrikai Nemzeti Párt volt, de általában Egyesült Pártnak hívták. A párt a dél-afrikai társadalom számos különböző részéből, köztük angolul beszélőkből, afrikánerekből és színes bőrűekből álló támogatókkal rendelkezett.
Hertzog 1939-ig vezette a pártot. Abban az évben Hertzog megtagadta, hogy Dél-Afrikát elkötelezze magát Nagy-Britannia háborús erőfeszítéseit mellett a Harmadik Birodalom ellen. Sok afrikánerben, aki a második búr háborúban harcolt, még túl frissen élt az emlék az angolokról, többek között ezért sem szerette volna Hertzog Dél-Afrikát háborúba vinni, másrészt úgy vélte, ez az európaiak konfliktusa, melyhez Afrikának nem sok köze lehet. 
Az Egyesült Párt választmányának többsége azonban másként vélekedett, így Hertzog lemondott, és Jan Smuts követte őt, vezetve a pártot és az országot a második világháborúban és a háború után még három évig.

## Hanyatlása
Smuts és az Egyesült Párt elvesztette az 1948-as választást a Nemzeti Párttal szemben, és soha többé nem volt hatalmon. J. G. N. Strauss váltotta Smutsöt 1950-ben, akit 1956-ban Sir de Villiers Graaff követett. Graaff vezetői éveit a lemorzsolódás jellemezte, mivel a párt lassan hanyatlásnak indult a választási körzetek rendezése, a dél-afrikai választójogi törvények megváltoztatása, beleértve a "színes bőrűek" – a vegyes származású dél-afrikaiak, akik az Egyesült Párt elkötelezett támogatói voltak - törlését a választói névjegyzékből, valamint a más pártokhoz, például a Progresszív Párthoz – amelyet 1959-ben liberális volt egyesüléspárti tagok alapítottak, akik erősebb ellenzékiséget akartak az apartheiddel szemben – való átállás következtében. Ennek ellenére a párt az 1970-es évekig viszonylag stabil maradt.

## Ideológiája, az apartheidhez való hozzáállása
A VP álláspontja a dél-afrikai faji kapcsolatokról összetett volt; bár a VP liberálisabb jellegű volt, mint a Nemzeti Párt, sohasem fogalmazta meg egyértelműen a véleményét, nem határozta meg magát az apartheiddel szemben. Smuts maga utalt arra a tényre, hogy "a jövőben, egy meg nem határozott időpontban a fekete dél-afrikaiakat felkérhetik, hogy osszák meg a hatalmat a fehér kisebbséggel, feltéve, hogy a fekete politikusok bebizonyítják elkötelezettségüket a politikai és személyes magatartás civilizált normái mellett". A nem egyértelmű álláspont vezetett a párt katasztrofális szerepléséhez az 1948-as választásokon, melyen a VP-vel szemben a Nemzeti Párt igen erősen hangoztatta és képviselte a saját álláspontját. 
A VP ellenezte az apartheid rendszert, de támogatta a fehér kisebbségi uralom folytatását, hasonlóan az akkori rodéziai politikai berendezkedéshez. Az 1960-as évek végén a párt azáltal próbált támogatást szerezni, hogy ellenállt a Nemzeti Pártnak a bantusztánoknak földet adó politikájával szemben, ragaszkodva ahhoz, hogy minden dél-afrikai lakos állampolgárságot kapjon. A párt támogatta a Nemzetközösséggel való kapcsolatokat, és sikertelenül kampányolt a köztársaság létrehozása ellen az 1960. október 5-én csak fehéreknek rendezett népszavazáson.
Az 1970-es évek végére az Egyesült Párt szakadár és utódcsoportjai – a Progresszív Föderális Párt, az Új Köztársaság Párt és a Dél-afrikai Párt – többé-kevésbé elkötelezték magukat a többnemzetiségű föderáció mellett a faji kérdés megoldásaként.

## Választási eredményei

### Államelnök-választás
| Év                                                                    | Államelnökjelölt                                                      | Voksok                                                                | %                                                                     | Eredmény                                                              |
| Az államelnököt a Népgyűlés és a Szenátus közös ülésezésén választják | Az államelnököt a Népgyűlés és a Szenátus közös ülésezésén választják | Az államelnököt a Népgyűlés és a Szenátus közös ülésezésén választják | Az államelnököt a Népgyűlés és a Szenátus közös ülésezésén választják | Az államelnököt a Népgyűlés és a Szenátus közös ülésezésén választják |
| --------------------------------------------------------------------- | --------------------------------------------------------------------- | --------------------------------------------------------------------- | --------------------------------------------------------------------- | --------------------------------------------------------------------- |
| 1961                                                                  | Henry Fagan (NU)                                                      | 71                                                                    | 33,81                                                                 | Vereség                                                               |
| 1967                                                                  | Pieter Voltelyn Graham van der Byl                                    | 52                                                                    | 24,19                                                                 | Vereség                                                               |

### Népgyűlés
| Év   | Vezető             | Szavazatok | Voksok % | Mandátumok | +/– | Pozíció | Státusz     |
| ---- | ------------------ | ---------- | -------- | ---------- | --- | ------- | ----------- |
| 1938 | J. B. M. Hertzog   | 446 032    | 53,81    | 111 / 150  | 25  | 1.      | Kormánypárt |
| 1943 | Jan Smuts          | 435 297    | 49,68    | 89 / 150   | 22  | 1.      | Kormánypárt |
| 1948 | Jan Smuts          | 524 230    | 49,16    | 65 / 150   | 24  | 2.      | Ellenzék    |
| 1953 | Koos Strauss       | 576 474    | 47,65    | 57 / 156   | 8   | 2.      | Ellenzék    |
| 1958 | De Villiers Graaff | 503 648    | 43,57    | 53 / 156   | 4   | 2.      | Ellenzék    |
| 1961 | De Villiers Graaff | 288 217    | 35,88    | 49 / 156   | 4   | 2.      | Ellenzék    |
| 1966 | De Villiers Graaff | 486 629    | 37,37    | 39 / 166   | 10  | 2.      | Ellenzék    |
| 1970 | De Villiers Graaff | 561 647    | 37,23    | 47 / 166   | 8   | 2.      | Ellenzék    |
| 1974 | De Villiers Graaff | 363 459    | 32,70    | 41 / 171   | 6   | 2.      | Ellenzék    |

### Szenátus
| Év   | Vezető             | Voksok % | Mandátumok | +/–     | Pozíció | Státusz                |
| ---- | ------------------ | -------- | ---------- | ------- | ------- | ---------------------- |
| 1939 | J. B. M. Hertzog   | 45,45    | 20 / 44    | 20      | 1.      | Kisebbségi kormánypárt |
| 1948 | Jan Smuts          | 34,09    | 15 / 44    | 5       | 1.      | Ellenzék               |
| 1955 | Koos Strauss       | 8,99     | 8 / 89     | 7       | 2.      | Ellenzék               |
| 1960 | De Villiers Graaff | 27,78    | 15 / 54    | 7       | 2.      | Ellenzék               |
| 1965 | De Villiers Graaff | 24.53    | 13 / 53    | 2       | 2.      | Ellenzék               |
| 1970 | De Villiers Graaff | 24,07    | 13 / 54    | Állandó | 2.      | Ellenzék               |
| 1974 | De Villiers Graaff | 22,22    | 12 / 54    | 1       | 2.      | Ellenzék               |

## Fordítás
Ez a szócikk részben vagy egészben  az   United Party (South Africa) című angol Wikipédia-szócikk ezen változatának fordításán alapul.  Az eredeti cikk szerkesztőit annak laptörténete sorolja fel. Ez a jelzés csupán a megfogalmazás eredetét és a szerzői jogokat jelzi, nem szolgál a cikkben szereplő információk forrásmegjelöléseként.